# Buffières
Buffières és un municipi francès, situat al departament de Saona i Loira i a la regió de Borgonya - Franc Comtat. L'any 2007 tenia 265 habitants.

## Demografia

### Població
El 2007 la població de fet de Buffières era de 265 persones. Hi havia 120 famílies, de les quals 32 eren unipersonals (16 homes vivint sols i 16 dones vivint soles), 52 parelles sense fills i 36 parelles amb fills.
La població ha evolucionat segons el següent gràfic:
Habitants censats

### Habitatges
El 2007 hi havia 193 habitatges, 119 eren l'habitatge principal de la família, 55 eren segones residències i 19 estaven desocupats. 187 eren cases i 2 eren apartaments. Dels 119 habitatges principals, 99 estaven ocupats pels seus propietaris, 19 estaven llogats i ocupats pels llogaters i 1 estava cedit a títol gratuït; 1 tenia una cambra, 7 en tenien dues, 16 en tenien tres, 35 en tenien quatre i 59 en tenien cinc o més. 85 habitatges disposaven pel capbaix d'una plaça de pàrquing. A 58 habitatges hi havia un automòbil i a 49 n'hi havia dos o més.

### Piràmide de població
La piràmide de població per edats i sexe el 2009 era:
| Homes | Edats   | Dones |
| ----- | ------- | ----- |
| 0     | 95 o +  | 0     |
| 0     | 90 a 94 | 0     |
| 4     | 85 a 89 | 0     |
| 0     | 80 a 84 | 0     |
| 8     | 75 a 79 | 4     |
| 8     | 70 a 74 | 4     |
| 8     | 65 a 69 | 4     |
| 16    | 60 a 64 | 16    |
| 8     | 55 a 59 | 8     |
| 24    | 50 a 54 | 4     |
| 8     | 45 a 49 | 20    |
| 4     | 40 a 44 | 8     |
| 12    | 35 a 39 | 4     |
| 0     | 30 a 34 | 0     |
| 4     | 25 a 29 | 4     |
| 0     | 20 a 24 | 0     |
| 4     | 15 a 19 | 4     |
| 4     | 10 a 14 | 8     |
| 0     | 5 a 9   | 8     |
| 0     | 0 a 4   | 8     |

## Economia
El 2007 la població en edat de treballar era de 154 persones, 108 eren actives i 46 eren inactives. De les 108 persones actives 106 estaven ocupades (54 homes i 52 dones) i 2 estaven aturades (2 dones i 2 dones). De les 46 persones inactives 21 estaven jubilades, 10 estaven estudiant i 15 estaven classificades com a «altres inactius».

### Ingressos
El 2009 a Buffières hi havia 115 unitats fiscals que integraven 255 persones, la mediana anual d'ingressos fiscals per persona era de 15.085 €.

### Activitats econòmiques
Dels 12 establiments que hi havia el 2007, 1 era d'una empresa alimentària, 1 d'una empresa de fabricació d'altres productes industrials, 3 d'empreses de construcció, 1 d'una empresa d'hostatgeria i restauració, 1 d'una empresa immobiliària, 3 d'empreses de serveis i 2 d'empreses classificades com a «altres activitats de serveis».
Dels 5 establiments de servei als particulars que hi havia el 2009, 1 era un paleta, 1 fusteria, 1 lampisteria, 1 perruqueria i 1 restaurant.
L'únic establiment comercial que hi havia el 2009 era una fleca.
L'any 2000 a Buffières hi havia 22 explotacions agrícoles que ocupaven un total de 770 hectàrees.

## Equipaments sanitaris i escolars
El 2009 hi havia una escola elemental integrada dins d'un grup escolar amb les comunes properes formant una escola dispersa.

## Poblacions més properes
El següent diagrama mostra les poblacions més properes.